# Hextable
Hextable is een civil parish in het bestuurlijke gebied Sevenoaks, in het Engelse graafschap Kent met 4092 inwoners.